# Església de Sueix
L'església de Sueix era l'església romànica del despoblat del Vilatge de Sueix, pertanyent al terme, actual i històric, del Pont de Suert.
Documentat des del 956, el lloc pertanyia a Santa Maria de Lavaix. Actualment se'n conserven algunes restes, que permeten reconèixer una església d'una sola nau, amb absis semicircular a llevant, que en algun lloc arriben a conservar fins a 2 metres d'alçada. Feta amb carreus pertits i regulars, era una obra de força qualitat.